# Carl-Dietrich von Trotha
Carl Dietrich von Trotha (ur. 25 czerwca 1907 w Krzyżowej, zm. 28 czerwca 1952 w Fox Lake, Illinois USA) – niemiecki prawnik i ekonomista śląskiego pochodzenia; opozycjonista antyhitlerowski związany z Kręgiem z Krzyżowej; po wojnie nauczyciel akademicki.

## Życiorys
Był synem oficera i kuzynem hrabiego Helmutha Jamesa von Moltke. Dzieciństwo spędził w majątku Krzyżowa koło Świdnicy na Dolnym Śląsku. Wcześnie zafascynował go ruch skautowski, a odbyte podróże zagraniczne pomogły zrozumieć konieczność porozumienia europejskiego. W 1925 rozpoczął studia prawnicze, ekonomiczne i społeczne. Po obronie pracy doktorskiej w 1933 i zdaniu egzaminu asesorskiego został zatrudniony w Ministerstwie Gospodarki Rzeszy. Zajmował się tam problemami planowania produkcji i zaopatrzenia. W pracy spotkał osoby podobnie do niego myślące, jak na przykład Arvida Harnacka. Podtrzymywał także kontakt z kolegą ze studiów Harro Schulze-Boysenem. W Kręgu z Krzyżowej wywarł wraz z żoną Margarete Bartelt znaczący wpływ na dyskusje dotyczące spraw gospodarczo-politycznych. 
Wspólnie z Horstem von Einsiedelem opracował pismo pamiątkowe „Die Gestaltungsaufgaben der Wirtschaft". Wiele spotkań członków Kręgu odpowiedzialnych za sprawy gospodarcze odbyło się w mieszkaniu Trothów w Berlinie-Lichterfelde. Ponieważ nie brał udziału w zjazdach w Krzyżowej, jego zaangażowanie w prace Kręgu, po nieudanym zamachu z 20 lipca 1944, nie zostało przez gestapo wykryte. Udało mu się dożyć końca wojny. Od 1948 do nagłej śmierci w wyniku wypadku pracował jako wykładowca na Niemieckiej Wyższej Szkole Polityki w Berlinie. 